# Ивайло Лазаров
Ивайло Лазаров е български футболист, полузащитник,от школата на Добруджа (Добрич) ,който е известен с изявите си в отборите на Витоша (Бистрица)  .  ,Дунав (Русе) , Черноморец (Балчик ) ,  Добруджа (Добрич)

## Кариера

### Витоша Бистрица
Лазаров се присъединява към отбора на Витоша (Бистрица) в родния елит през 2016 г. след трансфер от отбора на Черноморец (Балчик). Той прави дебюта си за Витоша (Бистрица) на 22 юли 2017 г. в мач срещу Черно море. 